# Кіянка (Мазовецьке воєводство)
Кіянка (пол. Kijanka) — село в Польщі, у гміні Хотча Ліпського повіту Мазовецького воєводства.
Населення — 156 осіб (2011).
У 1975-1998 роках село належало до Радомського воєводства.

## Демографія
Демографічна структура станом на 31 березня 2011 року:
|          | Загалом | Допрацездатний вік | Працездатний вік | Постпрацездатний вік |
| -------- | ------- | ------------------ | ---------------- | -------------------- |
| Чоловіки | 71      | 13                 | 47               | 11                   |
| Жінки    | 85      | 14                 | 40               | 31                   |
| Разом    | 156     | 27                 | 87               | 42                   |